# Curtis McCants
Curtis Reynerd McCants (ur. 2 sierpnia 1975) – amerykański koszykarz występujący na pozycjach rozgrywającego lub rzucającego obrońcy.

## Osiągnięcia
Na podstawie, o ile nie zaznaczono inaczej.
NCAA
- Debiutant roku konferencji Colonial Athletic Association (CAA – 1994)
- Zaliczony do I składu CAA (1996)
- Lider CAA w asystach (1995, 1996)

NCAA II
- Mistrz NCAA II (1997)

Indywidualne
- Uczestnik meczu gwiazd francuskiej ligi LNB Pro A (2001)
- Lider:
  - strzelców ligi francuskiej (2001)
  - w asystach:
    - sezonu regularnego Eurocup (2004)
    - ligi:
      - adriatyckiej (2004)
      - izraelskiej (2005)
      - francuskiej (2001)